# Million Dollar Quartet
Million Dollar Quartet är en improviserad jam-inspelning på Sun Records från den 4 december 1956 med Elvis Presley, Johnny Cash, Jerry Lee Lewis och Carl Perkins.
Inspelningen släpptes 1981 i Europa, och 1990 i USA.